# Коротков, Андрей Данилович
Андрей Данилович Коротков (17 октября 1899, Кондинское, Пермская губерния — 4 февраля 1944, Голодьки, Киевская область) — советский военачальник, командир 38-й стрелковой дивизии, полковник (1943).

## Биография

### Происхождение
Андрей Коротков родился 17 октября 1899 года в крестьянской семье в селе Кондинском Кондинской волости Шадринского уезда Пермской губернии, ныне село входит в Шатровский муниципальный округ Курганской области. Русский.
В 1911 году окончил 3 группы церковно-приходской школы (6 классов). С 1918 года по 1919 год служил рядовым в Русской армии адмирала А. В. Колчака.

### Военная карьера
Службу в Рабоче-крестьянской Красной Армии начал красноармейцем на Восточном фронте, в 3-м Крепостном полку в августе 1919 года, призван Мехонским РВК. Затем, до декабря 1919 года, там же — помощник командира взвода. Участник Гражданской войны в 1919—1920 годах: на Восточном фронте против армии А. В. Колчака в 1919 году, затем по ликвидации бандитизма на Украине, главным образом банды Махно в 1920—1921 годах. В 1919 году вступил в РКП(б).
С 1920 года — командир взвода 185-й отдельной бригады Восточного фронта, а затем Харьковского военного округа. В 1921 году окончил школу политруков при 11-й стрелковой дивизии Харьковского военного округа. С марта по апрель 1921 года — политрук 552-го стрелкового полка 11-й стрелковой дивизии Харьковского военного округа. С апреля по август 1921 года — политрук 62-го стрелкового полка 7-й стрелковой дивизии Харьковского военного округа. С августа 1921 по июль 1922 года — политрук 60-го стрелкового полка 7-й стрелковой дивизии Харьковского военного округа. С июля 1922 по сентябрь 1925 года — политрук 20-го стрелкового полка 7-й стрелковой дивизии Харьковского военного округа, с марта 1923 года — Украинского военного округа.
В 1926 году окончил повторное отделение отдела среднего командного состава Киевского пехотного училища. С августа 1926 по октябрь 1927 года — политрук 20-го стрелкового полка 7-й стрелковой дивизии Украинского военного округа. С октября 1927 по декабрь 1928 года — командир роты 20-го стрелкового полка 7-й стрелковой дивизии Украинского военного округа. С декабря 1928 года по декабрь 1929 года — ответственный секретарь партбюро 20-го стрелкового полка 7-й стрелковой дивизии Украинского военного округа.
В октябре 1931 года — командир роты 285-го стрелкового полка 95-й стрелковой дивизии Украинского военного округа. С октября 1931 по январь 1934 года — командир учебной роты 30-го отдельного пулеметного батальона Киевского военного округа. С января 1934 по март 1935 года — командир 14-й отдельной пулемётной роты 32-го укрепленного района Киевского военного округа. С марта 1935 по сентябрь 1936 года — командир 30-го отдельного пулемётного батальона 52-го укрепленного района Киевского военного округа. 
В 1936 году исключался из партии за сокрытие социального происхождения, был восстановлен. 
С июня 1937 по 28 мая 1939 года — командир батальона 45-й стрелковой дивизии Харьковского военного округа. В 1938 году присвоено звание майор. 
В 1940 году — командир батальона Проскуровского стрелково-пулемётного училища. В 1940 году присвоено звание подполковник.

### Великая Отечественная война
18 февраля 1942 года назначен командиром 835-го стрелкового полка 237-й стрелковой дивизии (Сибирский военный округ).
27 мая 1942 года назначен командиром 835-го стрелкового полка 237-й стрелковой дивизии 2-й резервной армии.
Участвовал в Великой Отечественной войне, 13 июля 1942 года дивизия из тыловых районов Ленинградского фронта прибыла на Воронежский фронт. Форсировав реку Дон в районе села Хлевное, дивизия вышла на рубеж сёл Ломово, Озерки северо-западнее Воронежа. Полк овладел укреплённым районом Сверликовский, причинив огромные потери среди противника.
В марте 1943 года назначен заместителем командира 337-й стрелковой дивизии по строевой части.
13 апреля 1943 года присвоено очередное воинское звание полковник.
Участвовал в боях за Гадяч с форсированием реки Псёл, а также в боях за город Лубны командуя одним из полков. При форсировании Днепра переправился на правый берег вместе с 1129-м стрелковым полком, активно участвовал в расширении и удержании захваченного у противника плацдарма. За проявленные мужество и отвагу был представлен к Званию Героя Советского Союза, награждён орденом Ленина.
9 мая 1943 года направлен на курсы при Высшей военной академии имени К. Е. Ворошилова.
30 сентября 1943 года назначен командиром 38-й стрелковой дивизии 47-го стрелкового корпуса. В сентябре 1943 года, в составе 40-й армии Воронежского фронта, отличилась в наступательных действиях на харьковском направлении.
4 ноября 1943 года дивизию вывели из боя, вернули на левый берег Днепра на доукомплектование. 
30 декабря 1943 года 38-ю стрелковую дивизию 27-й армии перебросили в село Шевченковка Васильковского района Киевской области и она перешла в наступление на село Степановка, которым овладела 31 декабря и продолжила наступление, взяв село Павловка, а 1 января 1944 года — совхоз Соливонковский. 3 января дивизия вела бой за хутор Ново-Благовещенка, 4 января — за село Янковка Белоцерковского района, 5 января — за деревню Низова. 6 января дивизия овладела населёнными пунктами Янковка, Низова, Узин и колхоз Украинец. 7 января дивизия вышла к селу Томиловка и 10 января овладела селом. В ходе наступления понесла большие потери, людей осталось 25—30 процентов штатного состава, боеприпасы и горючее на исходе. Противотанковых средств крайне мало: 134-й отдельный истребительно-противотанковый дивизион в ноябре передал в стрелковые полки 45-мм пушки, а взамен их новые 76-мм ЗИС-3 ещё не получил, в дивизионе было 10 противотанковых ружей и стрелковое оружие.
11 января дивизия начала переброску на другой участок фронта и 13 января сосредоточилась в районе сёл Босовка и Погибляк современного Лысянского района Черкасской области. Во время переброски начальник штаба 48-го стрелкового полка майор Василий Васильевич Ершов со множеством боевых документов и рабочей картой, не заметив передний край, проехал в село Виноград, занятое противником и попал в плен; в апреле 1944 года бежал из плена к партизанам. В 14:00 13 января дивизия перешла в наступление и к 17:00 вышла на рубежи: 29-й стрелковый полк — Босовка, 343-й стрелковый полк — выдвинулся на Погибляк, 48-й стрелковый полк — хутора Гайдана, к исходу дня войска вели бои за овладение сёлами Каменный Брод и Бужанка.
В 14:30 14 января 1944 года дивизия атакована противником, силой до пехотной дивизии при 40 танках из района Каменный Брод. В 16:00 противник атаковал левый фланг дивизии, а затем, при поддержке танков, атаковали правый фланг и потеснил его так, что левый фланг оказался в тылу немцев и они начали выход из окружения. В 18:00 14 января 1944 года было оставлено село Босовка. Часть войск отступало в направлении Степок — Тарасовка — Рубаный Мост — Буки, другая часть — на село Баштечки. 15 января 1944 года дивизия оставила Буки и продолжила отход в северо-западном направлении. 15 января 1944 года 47-й стрелковый корпус передан из 27-й армии в 40-ю армию.
15 января 1944 года Андрей Коротков арестован в траншее 29-го полка органами контрразведки «Смерш» за нарушение приказа № 227 от 28 июля 1942 года, а начальник штаба подполковник Пётр Филиппович Хамов в расположении командного пункта. А. Коротков 29 января 1944 года приговорён председателем Военного трибунала 1-го Украинского фронта Григорием Подойницыным по статьям 16 и 58-1б Уголовного кодекса РСФСР к расстрелу с конфискацией имущества. Его вина была в растерянности и потере управления частями своей дивизии и в том, что будучи в нетрезвом состоянии в период отхода частей, расстрелял без необходимости несколько солдат и офицеров. П. Хамов 25 января 1944 года согласно примечанию 2 к статье 28 УК РСФСР был направлен на фронт в штрафные подразделения 40-й армии; 4 апреля 1944 года был освобождён и восстановлен в правах. С 18 января командиром дивизии стал заместитель командира дивизии полковник Маргазиан Галлиулович Крымов. Начальник 1-го отделения (оперативного) штаба дивизии майор Василий Иванович Петров стал временно исполнять должность начальника штаба дивизии, но вскоре, в январе 1944 года был направлен на учебу в академию, впоследствии — Маршал Советского Союза.
18 января 1944 года общая численность 38-й стрелковой дивизии была: 343-й стрелковый полк — 457 чел., 29-й стрелковый полк — 263 чел., 214-й артиллерийский полк — 523 чел., 134-й отдельный истребительно-противотанковый дивизион — 90 чел., 48-й стрелковый полк — до 300 чел. 20 января дивизия занимала оборону у села Сорокотяга, а к 25 января отведена в село Тетеревка. Село Босовка было освобождено через месяц — 23 февраля 1944 года войсками 102-го стрелкового корпуса.
По неофициальным данным, Андрей Данилович Коротков расстрелян перед строем 3 февраля или 4 февраля 1944 года в лесу у села Голодьки Голодьковского сельского совета (укр. Голодьківська сільська рада (Тетіївський район)) Тетиевского района Киевской области Украинской ССР, ныне село входит в Тетиевскую городскую общину Белоцерковского района Киевской области Украины.

## Перезахоронение
27 мая 1994 года останки комдива Короткова перенесли из Чёрного леса, где он был расстрелян 3 февраля 1944 года, и захоронили у памятника-мемориала павших воинов под Турсунским лесом в селе Голодьки Киевской области.

## Награды
- Орден Ленина, 10 января 1944 года[9][10]
- Орден Красного Знамени, 10 марта 1943 года[11]
- Орден Александра Невского, 17 марта 1943 года[12]
- Юбилейная медаль «XX лет Рабоче-Крестьянской Красной Армии»

## Семья
Жена Дарья Деомидовна (урожд. Бахарева), род. в д. Крюкова Кондинской волости (ныне деревня не существует).